# Grb Koroške
Grb Koroške je grb nekdanje vojvodine Koroške, ki je delno segala tudi na današnje ozemlje Republike Slovenije, ter se danes uporablja naprej kot grb avstrijske zvezne dežele Koroške.
Koroški grb iz obdobja rodbine Spanheim se od 1980. let kot črni panter zmotno povezuje z zgodnjesrednjeveško slovansko kneževino Karantanijo.

## Koroška
Kot samostojna dežela se Koroška uveljavi leta 976, ko jo cesar Oton II. loči od Vojvodine Bavarske ter povzdigne v vojvodino. Koroška kot taka s spreminjanjem ozemlja preživi Sveto rimsko cesarstvo, Avstrijsko cesarstvo ter Avstro-Ogrsko, s propadom slednje leta 1918 pa izgubi status vojvodine. Danes je ena izmed devetih zveznih dežel Republike Avstrije.

## Razvoj grba
Na pečatu koroškega vojvode Hermana Spanheima je upodobljena prva različica koroškega grba s črnim pantrjem na srebrnem polju. Povsem enak grb se je na Štajerskem uporabljal do leta 1246, ko je panter postal srebrn, polje pa zeleno.
Istega leta naj bi avstrijski vojvoda Friderik II. zajel Ulrika III. Spanheima in ga prisilil k opustitvi grba s panterjem, saj ga je motila podobnost grbov. Ulrik naj bi takrat prevzel nov grb, ki je imel v drugem polju enako podobo kot grb Babenberžanov (beli tram na rdečem polju) oziroma Avstrije, v prvem pa tri korakajoče leve, vendar je verodostojnost tega poročila vprašljiva. Bolj verjetno je, da je Ulrik, ki je bil poročen v prvem zakonu s Friderikovo vdovo in v drugem z njegovo nečakinjo, grb prevzel zaradi pretenzije do dediščine izumrlih Babenberžanov. Iz tega je mogoče sklepati, da polovica grba z levi izhaja iz grba babenberške mödlinške veje.
Ulrik III. je svoj novi grb uporabljalo do leta 1256, ko je postal vojvoda Koroške. Tedaj je zopet prevzel grb s panterjem in ga uporabljal do svoje smrti leta 1269. Za njim je na Koroškem zavladal češki kralj Otokar II. Přemysl, ki je prevzel Ulrikov grb in ga začel uporabljati kot oznako za Koroško.

## Grb Koroške danes
Danes koroški grb uporablja zvezna dežela Koroška. Od vseh grbov avstrijskih dežel, z izjemo Dunaja, je edini, ki ima poleg male različice tudi veliko.